# Сезия
Сезия (итал. Sesia) — река на северо-западе Италии. Левый приток реки По.
Длина 138 км, площадь бассейна 2920 км². Расход воды — 76 м³/с. Течёт по Пьемонту и Ломбардии. Источник — ледники горного массива Монте-Роза в Пеннинских Альпах, у границы Италии и Швейцарии. Течёт по долине Вальсезия, до города Боргосезия по горной местности, в неё впадают множество притоков. Далее рельеф принимает равнинный характер, Сезия течёт по Паданской равнине. На границе между Пьемонтом и Ломбардией, недалеко от города Касале-Монферрато, Сезия впадает в реку По.

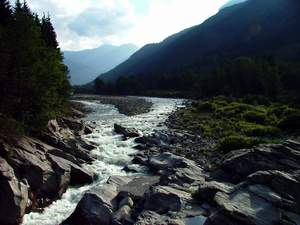
Река Сезия

На реке приводятся соревнования по каякингу (сплавам на каяках). В 2001 году проводился чемпионат Европы, а в 2002 году — чемпионат мира.
Города на реке Сезия: Боргосезия, Верчелли.
Главный приток — река Черво.